# Budipin
Budipin, ein 4,4-Diphenylpiperidin, ist ein Arzneistoff und als Mittel gegen die Parkinson-Krankheit im Handel.

## Pharmakologie
Budipin beeinflusst neben dem dopaminergen System auch das noradrenerge, serotonerge, glutamaterge und cholinerge System und stellt somit in der Therapie von Morbus Parkinson einen weiteren therapeutischen Ansatz dar. In Tierversuchen konnten folgende Eigenschaften von Budipin beobachtet werden: die Steigerung von Vigilanz und Aktivierungsbereitschaft, die Hemmung provozierter Tremorzustände und eine Minderung von induzierter Muskelstarre und Akinese.

### Wirkmechanismus
Der Wirkmechanismus von Budipin lässt sich in vier Bestandteile untergliedern:
1) Die Hauptwirkung von Budipin ist eine indirekte dopaminerge Wirkung.
2) Budipin wird als ein nicht-kompetitiver Antagonist eingestuft; damit wird einer erhöhten erregenden glutamatergen Aktivität entgegengewirkt.
3) Die antimuskarinische Wirkung von Budipin ist bis zu 125-mal schwächer als die von Biperiden und ist fähig einen Tremor zu unterdrücken.
4) Eine zusätzliche Hemmung der striatalen Gamma-Aminobuttersäure-Freisetzung durch Budipin könnte ebenfalls von Bedeutung sein.
Durch diese Mechanismen könnte Budipin den Dopamin-Spiegel im Striatum wiederherstellen und somit die Heilung der Parkinson-Krankheit positiv beeinflussen.

### Vergleich mit Amantadin
In einer Studie wurden die Wirksamkeit und Verträglichkeit von Budipin und Amantadin bei der Therapie der Parkinsonschen Krankheit verglichen. Dabei wurde festgestellt, dass beide Wirkstoffe eine vergleichbare, klinisch relevante Besserung der Parkinson-Symptomatik herbeiführten. Nach 12 Wochen zeigte Budipin eine signifikantere Verbesserung im Hinblick auf den Tremorzustand als Amantadin. Darüber hinaus rief Budipin auch weniger Nebenwirkungen hervor als Amantadin.

## Synthese
Die Synthese von Budipin erfolgt durch Umsetzung von 1-tert-Butylpiperidin-4-on mit Benzol in Gegenwart von Aluminiumtrichlorid:

## Handelsnamen
Parkinsan (D)